# Sifflement

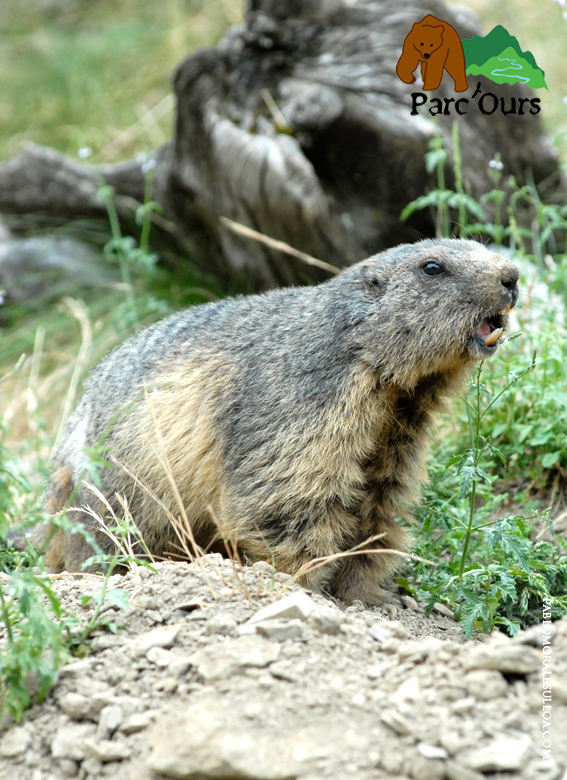
Marmotte sifflant.

Un sifflement est le son aigu que produit un flux constant d'air sur l'ouverture d'une petite cavité résonante. Le flux sur les aspérités de l'ouverture crée des turbulences que la résonance transforme en ondes stationnaires harmoniques, dont la vibration se transmet à l'espace ambiant.
On appelle aussi sifflement les sons similaires. Plusieurs animaux, dont les oiseaux siffleurs, produisent de tels sons. En mécanique, un sifflement peut aussi bien provenir de l'échappement d'un gaz sous pression que de pièces solides en mouvement.
Plusieurs espèces animales, y compris les humains, émettent des signaux sifflés. Les hommes sifflent aussi pour faire de la musique.

## Sifflement comme signal
La communication par le son a l'avantage, pour l'homme comme pour l'animal, d'être effective de nuit comme de jour, avec la particularité utile ou non, par rapport à la communication visuelle, de ne pas permettre la localisation précise de la source. C'est une communication diffuse, d'un émetteur vers tous.
Les sifflements, dont l'énergie se situe principalement dans la région de 1 à 2,5 kHz, servent fréquemment pour la transmission de signaux. Cette région est celle où l'audition humaine est la plus sensible ; dans la nature comme dans les assemblées humaines, le bruit de fond a une tonalité plus grave. Le sifflement dure plus qu'un son d'origine impulsionnelle, comme un claquement, et pour cette raison se perçoit sans ambiguïté dans un environnement très bruyant. Le sifflement se détache bien sur le fond, une qualité nécessaire à la signalisation.

## Sifflement animal

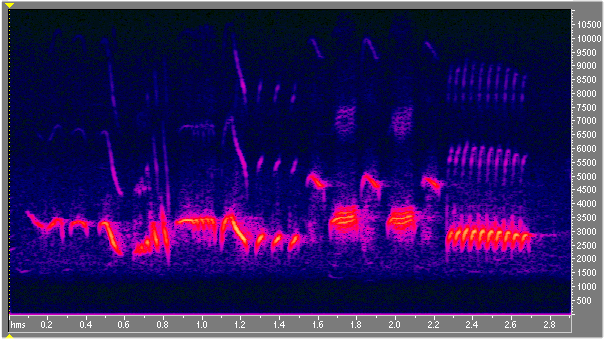
Sonagramme du chant d'un merle siffleur.

De nombreux oiseaux, dits oiseaux siffleurs émettent un chant qui rappelle un sifflement. Le sifflement aigu du serpent forme une classe à part, au moins pour ce qui est du son, fortement teinté de bruit de souffle, et certainement pour ses associations mentales. Beaucoup de cris d'animaux sont des sifflements, comme ceux de la marmotte.
Le grand dauphin ne possède pas de cordes vocales. Il produit un sifflement généré à travers le larynx au moyen de six poches d'air placées près de l'évent. Certains ochotonas (ou pika) aux cris stridents sont surnommés « lièvres siffleurs ».
Les sifflements de perturbation et de combat de la grande blatte de Madagascar proviennent du passage de l'air forcé à travers leurs stigmates situés sur l'abdomen.

## Sifflement humain

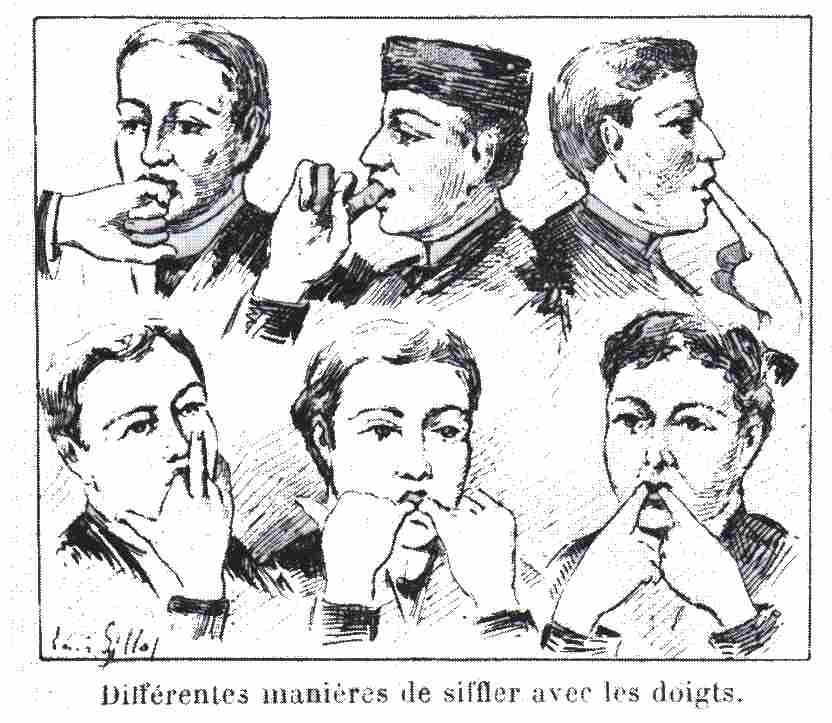
Différentes manières de siffler avec les doigts, Le Monde illustré du 14 janvier 1893.

L'espèce humaine peut siffler sans l'aide d'aucun objet. La technique ordinaire utilise seulement la langue et les lèvres qui modèlent la cavité buccale que limitent les parties dures du palais et des dents. Avec les doigts on obtient un son similaire, mais plus fort ; le sifflement entre les dents, qui limite la cavité résonante à l'espace entre la langue et les incisives, donne un son plus aigu. Le sifflement humain a toujours trois ou quatre partiels harmoniques puissants, ce qui garantit son émergence dans une grande variété de bruits de fond.
Le sifflement sert pour appeler quelqu'un, attirer l'attention, montrer sa présence, sa surprise ou son admiration ; selon le contexte et le message à communiquer, la puissance, la durée et la régularité du timbre seront adaptés.
Les spectateurs sifflent généralement pour manifester leur mécontentement ou réprobation à l'inverse d'une acclamation, lors d'un concert, d'une rencontre sportive ou à l'égard d'une personnalité. Au XIXe siècle, les entrepreneurs favorisaient le succès d'un spectacle en engageant des « claqueurs » ; il arrivait que la concurrence, ou les ennemis de l'auteur, envoyassent des siffleurs pour perturber les principaux acteurs ou la représentation.
Le signal sifflé peut suivre des codes simples, comme dans l'arbitrage sportif, plus élaboré comme dans les sifflements de l'ancienne marine à voiles, ou entièrement codé, utilisant par exemple le code Morse.

### Langage sifflé

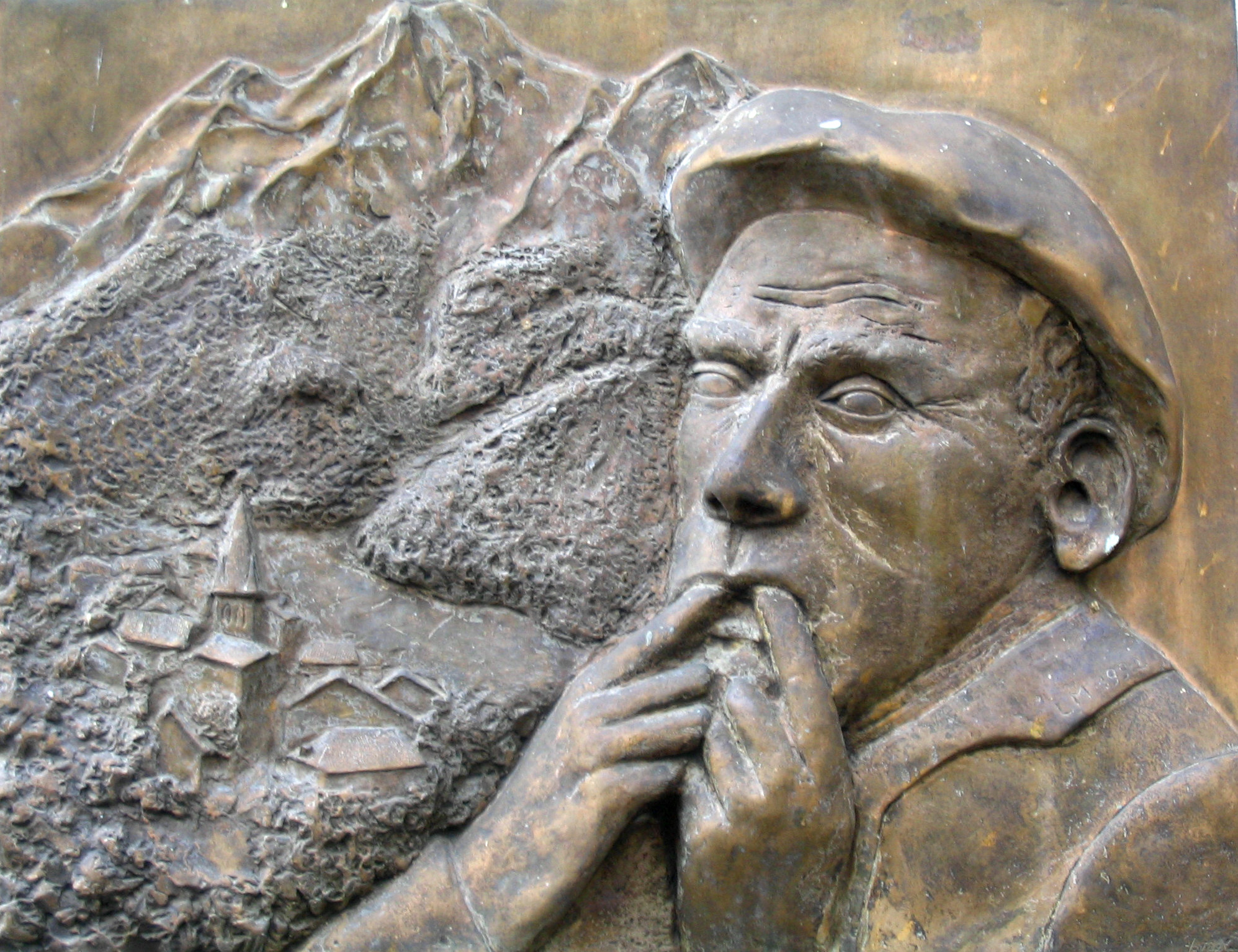
Plaque commémorative aux siffleurs d'Aas.

À travers le monde, certaines communications humaines se font par langage sifflé. Ces signaux se constituent à partir de la langue parlée de ceux qui les utilisent, qui les considèrent comme une des façons de parler, au même titre que la voix de tête, le chuchotement ou la parole chantée.
En Amazonie, au Mexique, dans la Cordillère des Andes, en Asie du Sud-Est, en Turquie, pour communiquer à plusieurs centaines de mètres, la forme sifflée se substitue à la langue parlée. En France, des habitants occitans communiquaient ainsi en sifflant entre les flancs des vallées du village d’Aas dans les Pyrénées-Atlantiques françaises.
En Asie du Sud-Est, les Hmongs sifflent pour communiquer pendant les échanges amoureux. Les tons de la langue Hmong modèlent le sifflement. Le sifflement, moins identifiable et portant plus loin que la parole, offre l'avantage d'un certain anonymat aux amoureux, tout comme les modernes messageries en ligne.

### Sifflement musical
Dans la plupart des cultures, on distingue le sifflement qui sert de signal du sifflement mélodique, que l'on inclut dans les activités musicales. Comme pour la voix, cette distinction se rapporte à l'usage plutôt qu'au son lui-même. Le sifflement est généralement considéré comme une forme inférieure de musique, désignée par le diminutif de sifflotement, sans doute parce que n'importe qui peut siffler une mélodie sans apprentissage particulier. Les études de psychologie de la musique reconnaissent en l'aptitude à siffler une mélodie une capacité cognitive musicale des plus courantes.
Le son du sifflement et le principe de sa production par changement de forme des cavités buccales rappellent ceux de l'ocarina. Les attaques sont peu marquées et seul le souffle du siffleur limite la durée du son. La hauteur n'est pas fixe, l'intonation musicale dépend de l'interprète, qui peut passer d'une note à l'autre par un glissando. Le sifflement par resserrement des lèvres (Pucker whistling) est certainement la forme la plus commune de sifflement mélodique.
Le sifflement est une production musicale sans instrument, qui n'est néanmoins pas considérée comme une musique vocale. Le compositeur Malcolm Arnold l'utilise logiquement dans le film de 1957 Le Pont de la Rivière Kwaï, qui se déroule parmi des prisonniers de guerre. Ceux-ci doivent faire de la musique, mais vivent dans le dénuement, sans instruments. Le sifflotement est une pratique musicale populaire, comme en témoignent les chansons Siffler en travaillant dans le film Blanche-Neige et les Sept Nains ; Parce que çà (siffler) me donne du courage, de l'orchestre Jacques Hélian ; Siffler sur la colline, de Joe Dassin. Des artistes de music-hall et de vaudeville sont siffleurs professionnels. Le classement des documents musicaux en usage dans les bibliothèques publiques en France répertorie les enregistrements de musique sifflée à la cote 5.83.
Les manuels de savoir-vivre condamnent le sifflotement, particulièrement à table. Le sifflotement s'associe, populairement, au genre masculin.
Les siffleurs musiciens professionnels parviennent à une étendue de trois octaves, ce qui leur ouvre un assez vaste répertoire. Un « championnat du monde des siffleurs » a eu lieu en 2012, ; un évènement semblable avait eu lieu en 2006.

#### Siffleurs notables
Le plus célèbre des siffleurs est sans doute le musicien Alessandro Alessandroni, qu'on entend dans les films de Sergio Leone. Curro Savoy s'en est fait une spécialité exclusive.
Plusieurs autres artistes ont enregistré des titres avec des sifflements :
- Micheline Dax [23] ;
- le compositeur allemand Roger Whittaker dans Mexican Whistler (Le siffleur mexicain) en 1967, alternant parfois en refrains avec les couplets chantés ;
- Ronnie Ronalde (en), américain, alternant les "roucoulements d'oiseaux" avec sa voix et quelques yodels ;
- l'actrice allemande-hollandaise Ilse Werner ;
- Toots Thielemans, à la fois harmoniciste, siffleur et guitariste de jazz.
- Ron McCroby, un siffleur de jazz américain.
- Efkan Şeşen, chanteur turc.

Des siffleurs figurent parmi tous les styles de formations folkloriques de plusieurs pays.

#### Musiques à siffler
Quelques artistes ont composé pour sifflement, en dehors des musiques de divertissement. Une musicologue a retrouvé une partition du temps de Louis XIV. En 1913, Arthur Pryor (en) compose The Whistler and His Dog (Le Siffleur et son chien), interprété plus tard par de nombreuses formations de musique de genre comme celle du siffleur Mario Juillard, de l'accordéoniste Aimable et plusieurs grands orchestres comme le Paragon Ragtime Orchestra (en).

#### Musiques de films et séries télévisées
Des interprètes individuels sifflent au cinéma :
- dans M le maudit réalisé par Fritz Lang en 1931, le tueur est reconnu par son sifflement de Dans l'antre du roi de la montagne extrait de Peer Gynt d'Edvard Grieg (c'est Fritz Lang lui-même qui double l'acteur Peter Lorre dans la BO)[25] ;
- John Wayne siffle Rambling Wreck, de Georgia Tech dans Écrit dans le ciel, film de 1954, et dans Le Jour le plus long, de 1962, musique de Maurice Jarre[réf. souhaitée] ;
- le siffleur gitan Djik interprète le thème de la musique composée par Vladimir Cosma pour le film Les Compères en 1983[26].

Les ensembles de siffleurs se font entendre sur le thème de plusieurs films. Souvent sous un rythme de marche américaine de parade, propice aussi aux défilés de majorettes, le refrain est repris par un groupe de siffleurs, puis le couplet entonné par des chœurs masculins, des fifres, tambours et un ensemble de cuivres. L'orchestre Mitch Miller est réputé pour ce genre d'accompagnement ou les « siffleurs scouts routiers »[réf. nécessaire] :
- Colonel Bogey, marche de Malcolm Arnold dans le film Le Pont de la Rivière Kwaï en 1957, repris aussi par Annie Cordy sous le titre Hello, le soleil brille ;
- la musique de Raymond Lefèvre pour Le Gendarme de Saint-Tropez, de Jean Girault;
- la musique de Pierre Bachelet pour Coup de tête, de Jean-Jacques Annaud;
- la musique de Vladimir Cosma pour Les Compères, de Francis Veber.

Les musiques sifflées se retrouvent aussi à la télévision : la première version du générique de l'indicatif télévisé de 30 millions d'amis sur TF1, sur les animaux de compagnie en 1976, était sifflée par Jean-Pierre Hutin. Le sifflement de Glynn, l'épouse du compositeur du thème de X Files Mark Snow, se mélange au synthétiseur dans la version finale de cette musique. En 1968, la signature sonore sifflée Quand l'Arc en Ciel s'achève (Where the Rainbow ends) interprété par le siffleur de l'orchestre Tony Hiller (en) fut utilisée à la radio Europe 1[réf. souhaitée].

### Utilisation d'un sifflet
N'importe quel tube, celui d'un os creux, le canon d'une clé, le capuchon d'un stylo a bille, peut servir à produire un sifflement en soufflant fortement sur l'extrémité ouverte. La vibration de l'air dans un tube a été étudiée depuis l'Antiquité en vue de fabriquer des instruments à vent. La physique de l'onde stationnaire dans un tuyau ouvert ou fermé à ses extrémités était déjà connue de Marin Mersenne au XVIIe siècle. Ce principe, appliqué à la fabrication des instruments de musique, donne la flûte de Pan et la flûte traversière.
Le sifflet, avec une ouverture en biseau qui intercepte partiellement le flux d'air, remplace la bouche dans beaucoup d'usages comme signal ou dans la musique. Avec un volume résonateur, il est l'élément fondamental des instruments classés en organologie comme des aérophones à biseau. La turbulence produite excite une résonance comme dans le cas précédent. La plupart des sifflets destinés à des signaux acoustiques sont fabriqués selon ce principe.
Un tube de dimensions appropriées produit un sifflement plus ou moins aigu selon sa taille, lorsqu'on souffle à son extrémité ouverte. Il se perfectionne en sifflet pour la signalisation et en flûte pour un usage musical.
Souffler fortement sur une membrane, qui peut être un brin d'herbe ou une bande de plastique d'emballage, tendue parallèlement à la bouche en travers du flux d'air, produit aussi un sifflement.

## Symbolique
Dans plusieurs cultures humaines, de l'Amérique centrale à la Chine ancienne, le souffle relie le sifflement musical ou non aux esprits.